# Station Shigasato
Station Shigasato (滋賀里駅, Shigasato-eki) is een spoorwegstation in de Japanse stad Ōtsu. Het wordt aangedaan door de Ishiyama-Sakamoto-lijn. Het station heeft twee sporen met daaraan twee zijperrons in bajonetligging, die zich in rijrichting circa 25 meter van elkaar bevinden. 

## Treindienst

### Keihan
| 1 | ■ Ishiyama-Sakamoto-lijn | richting Sakamoto                              |
| 2 | ■ Ishiyama-Sakamoto-lijn | richting Hamaōtsu, Keihan Zeze en Ishiyamadera |

## Geschiedenis
Het station werd in 1927 geopend. In 1945 werd het station 400 meter naar het noorden verplaatst, en tien jaar later weer naar de oorspronkelijke plek teruggeplaatst. De in 1955 verlaten plek was tot in 1974 als het station Suikōnōjō-mae (水耕農場, voor de viskwekerij) in gebruik. 

## Stationsomgeving
- Shigasato-ziekenhuis
- Heiwadō (supermarkt)
- FamilyMart
- Autoweg 161

Ishiyamadera · Karahashimae · Keihan Ishiyama · Awazu · Kawaragahama · Nakanoshō · Zezehonmachi · Nishiki · Keihan Zeze · Ishiba · Shimanoseki · Hamaōtsu · Miidera · Bessho · Ōjiyama · Ōmijingūmae · Minami-Shiga · Shigasato · Anō · Matsunobamba · Sakamoto